# Thẩm Dược Dược
Thẩm Dược Dược (tiếng Trung: 沈跃跃; sinh tháng 1 năm 1957) là chính khách nước Cộng hòa Nhân dân Trung Hoa. Bà là Ủy viên Ủy ban Trung ương Đảng Cộng sản Trung Quốc khóa XX, khóa XIX, hiện là Phó Ủy viên trưởng Ủy ban Thường vụ Đại hội đại biểu Nhân dân toàn quốc khóa XIII nhiệm kỳ 2018 đến năm 2023 kiêm Chủ tịch Hội Liên hiệp Phụ nữ toàn quốc Trung Hoa.
Vào thời kỳ Hồ Cẩm Đào đảm nhiệm Tổng Bí thư Trung ương Đảng Cộng sản Trung Quốc, Thẩm Dược Dược đảm nhiệm lâu năm chức vụ quan trọng tại Ban Tổ chức Trung ương Đảng Cộng sản Trung Quốc.

## Tiểu sử

### Trải qua thời trẻ
Thẩm Dược Dược là người Hán sinh tháng 1 năm 1957, người Ninh Ba, tỉnh Chiết Giang.
Tháng 5 năm 1977, ở tuổi 20, Thẩm Dược Dược bắt đầu công tác tại cửa hàng thực phẩm phụ Trấn An, thành phố Ninh Ba, tỉnh Chiết Giang. Một năm sau, tháng 6 năm 1978, bà vào học khoa toán học ở trường Sư phạm chuyên nghiệp Ninh Ba (năm 1984, đổi tên thành Học viện Sư phạm Ninh Ba; năm 1997, kết hợp với Đại học Ninh Ba).
Tháng 7 năm 1980, sau khi tốt nghiệp, Thẩm Dược Dược trở thành giáo viên toán học của Trung học số 7 Ninh Ba tỉnh Chiết Giang và từng kiêm nhiệm chức Phó Bí thư đoàn trường.

### Con đường làm việc chính trị
Tháng 9 năm 1981, Thẩm Dược Dược gia nhập Đảng Cộng sản Trung Quốc.
Thẩm Dược Dược qua hệ thống Đoàn Thanh niên Cộng sản Trung Quốc đạt được đề bạt. Tháng 7 năm 1983, từ Trung học số 7 Ninh Ba, bà được điều làm Phó Bí thư Thành đoàn Ninh Ba rồi trở thành Bí thư Thành đoàn Ninh Ba vào tháng 12 năm 1984.
Tháng 11 năm 1986, Thẩm Dược Dược được bổ nhiệm làm Phó Bí thư Tỉnh đoàn Chiết Giang. Tháng 8 năm 1990 đến tháng 12 năm 1992, bà theo học lớp chính quy chuyên ngành quản lý kinh tế, Học viện Hàm thụ thuộc Trường Đảng Trung ương Đảng Cộng sản Trung Quốc.
Tháng 11 năm 1991, bà nhậm chức Bí thư Tỉnh đoàn Chiết Giang. Tháng 3 năm 1993, bà được bổ nhiệm làm Phó Bí thư Thành ủy Hàng Châu, thủ phủ của tỉnh Chiết Giang.
Tháng 9 năm 1995 đến tháng 7 năm 1998, bà theo học lớp nghiên cứu sinh tại chức chuyên ngành quản lý kinh tế tại Trường Đảng Trung ương Đảng Cộng sản Trung Quốc.
Tháng 2 năm 1997, bà được luân chuyển giữ chức Bí thư Thành ủy Thiệu Hưng, tỉnh Chiết Giang.
Tháng 9 năm 1997, tại Đại hội Đảng Cộng sản Trung Quốc lần thứ 15, bà được bầu làm Ủy viên dự khuyết Ban Chấp hành Trung ương Đảng Cộng sản Trung Quốc khóa XV.
Tháng 12 năm 1998, Thẩm Dược Dược được bầu làm Ủy viên Ban Thường vụ Tỉnh ủy Chiết Giang kiêm Phó Trưởng Ban Tổ chức Tỉnh ủy Chiết Giang. Tháng 1 năm 1999, bà được bổ nhiệm làm Trưởng Ban Tổ chức Tỉnh ủy Chiết Giang.
Tháng 6 năm 2001, bà được luân chuyển làm Phó Bí thư Tỉnh ủy An Huy.
Sau khi Hồ Cẩm Đào được bầu làm Tổng Bí thư Đảng Cộng sản Trung Quốc, tháng 11 năm 2002, Thẩm Dược Dược được điều lên Ban Tổ chức Trung ương Đảng Cộng sản Trung Quốc giữ chức Phó Trưởng ban. Tháng 4 năm 2003, bà kiêm nhiệm chức vụ Thứ trưởng Bộ Nhân sự Cộng hòa Nhân dân Trung Hoa cho đến tháng 8 năm 2007. Bộ Nhân sự sau đó được hủy bỏ vào năm 2008.
Tháng 7 năm 2007, Thẩm Dược Dược thay thế Triệu Hồng Chúc làm Phó Trưởng ban Thường trực Ban Tổ chức Trung ương Đảng Cộng sản Trung Quốc, hàm Bộ trưởng. Ngày 21 tháng 10 năm 2007, tại Đại hội Đảng Cộng sản Trung Quốc lần thứ 17, bà được bầu làm Ủy viên chính thức Ban Chấp hành Trung ương Đảng Cộng sản Trung Quốc khóa XVII.
Sau khi Hồ Cẩm Đào giải nhiệm, Thẩm Dược Dược cũng giải nhiệm chức vụ tại Ban Tổ chức Trung ương.
Ngày 14 tháng 11 năm 2012, tại Đại hội Đảng Cộng sản Trung Quốc lần thứ 18, bà được bầu lại là Ủy viên Ban Chấp hành Trung ương Đảng Cộng sản Trung Quốc khóa XVIII.
Ngày 14 tháng 3 năm 2013, bà được bầu làm Phó Ủy viên trưởng Ủy ban Thường vụ Đại hội đại biểu Nhân dân toàn quốc khóa XII nhiệm kỳ 2013 đến năm 2018, thuộc hàng ngũ  “người lãnh đạo đảng, nhà nước”.
Ngày 7 tháng 5 năm 2013, tại hội nghị Ban Chấp hành lần thứ 6, Ủy ban khóa X Hội Liên hiệp Phụ nữ toàn quốc, Thẩm Dược Dược được bầu làm Chủ tịch Hội Liên hiệp Phụ nữ toàn quốc Trung Hoa.
Ngày 24 tháng 10 năm 2017, tại phiên bế mạc Đại hội Đảng Cộng sản Trung Quốc lần thứ XIX, bà được bầu làm Ủy viên Ban Chấp hành Trung ương Đảng Cộng sản Trung Quốc khóa XIX.
Ngày 17 tháng 3 năm 2018, phiên họp toàn thể lần thứ năm, trong khuôn khổ kỳ họp thứ nhất Đại hội đại biểu Nhân dân toàn quốc Trung Quốc khóa XIII (tức Quốc hội) đã bầu lại Thẩm Dược Dược làm Phó Ủy viên trưởng Ủy ban Thường vụ Đại hội đại biểu Nhân dân toàn quốc khóa XIII nhiệm kỳ 2018 đến năm 2023.